# San Giuseppe in Via Trionfale (diaconia)
San Giuseppe al Trionfale (in latino: Diaconia Sancti Iosephi ad Viam Triumphalem) è una diaconia istituita da papa Paolo VI il 7 giugno 1967 con la costituzione apostolica Pulcherrima templa.

## Titolari
- Egidio Vagnozzi (29 giugno 1967 - 5 marzo 1973); titolo pro illa vice (5 marzo 1973 - 26 dicembre 1980 deceduto)
- Giuseppe Casoria (2 febbraio 1983 - 5 aprile 1993); titolo pro illa vice (5 aprile 1993 - 8 febbraio 2001 deceduto)
- Severino Poletto, titolo pro illa vice  (21 febbraio 2001 - 17 dicembre 2022 deceduto)
- Emil Paul Tscherrig, dal 30 settembre 2023